# ScienceDirect
ScienceDirect là trang web do nhà xuất bản Elsevier điều hành đăng ký tại Anh-Hà Lan, được lập ra tháng 3 năm 1997. Đó là nền tảng để tiếp cận gần 2.500 tạp chí khoa học và hơn 26.000 sách điện tử. Các tạp chí được nhóm lại thành bốn phần chính: 
- Khoa học Vật lý và Kỹ thuật,
- Khoa học sự sống,
- Khoa học sức khỏe,
- Khoa học xã hội và Nhân văn.

Phần lớn các bài báo tóm tắt được tự do truy cập, nhưng truy cập bản đầy đủ dạng Full text, PDF, HTML và ấn phẩm mới thì thường đòi hỏi một thuê bao hoặc trả tiền cho mỗi lần xem mua.